# Kostowiec
Kostowiec – wieś w Polsce, położona w województwie mazowieckim, w powiecie pruszkowskim, w gminie Nadarzyn
W skład sołectwa Urzut-Kostowiec wchodzi także wieś Urzut.
Do 2024 r. miejscowość była częścią wsi Urzut. W latach 1975–1998 Kostowiec administracyjnie należał do województwa warszawskiego.

## Parafia
Kostowiec jest siedzibą parafii Najświętszej Maryi Panny Wspomożenia Wiernych. Wchodzi ona w skład dekanatu raszyńskiego archidiecezji warszawskiej. Pierwszą świątynią parafialną była kaplica Franiszkanek Rodziny Maryi zbudowana w 1880. Siostry osiedliły się w Kostowcu w 1877. W latach 2000–2004 został zbudowany nowy kościół parafialny pw. św. Zygmunta Szczęsnego Felińskiego i plebania według projektu Jerzego Minkowskiego. 23 maja 2015 został konsekrowany przez Kazimierza Nycza.
- Siostry Franciszkanki Rodziny Maryi

"Siostry
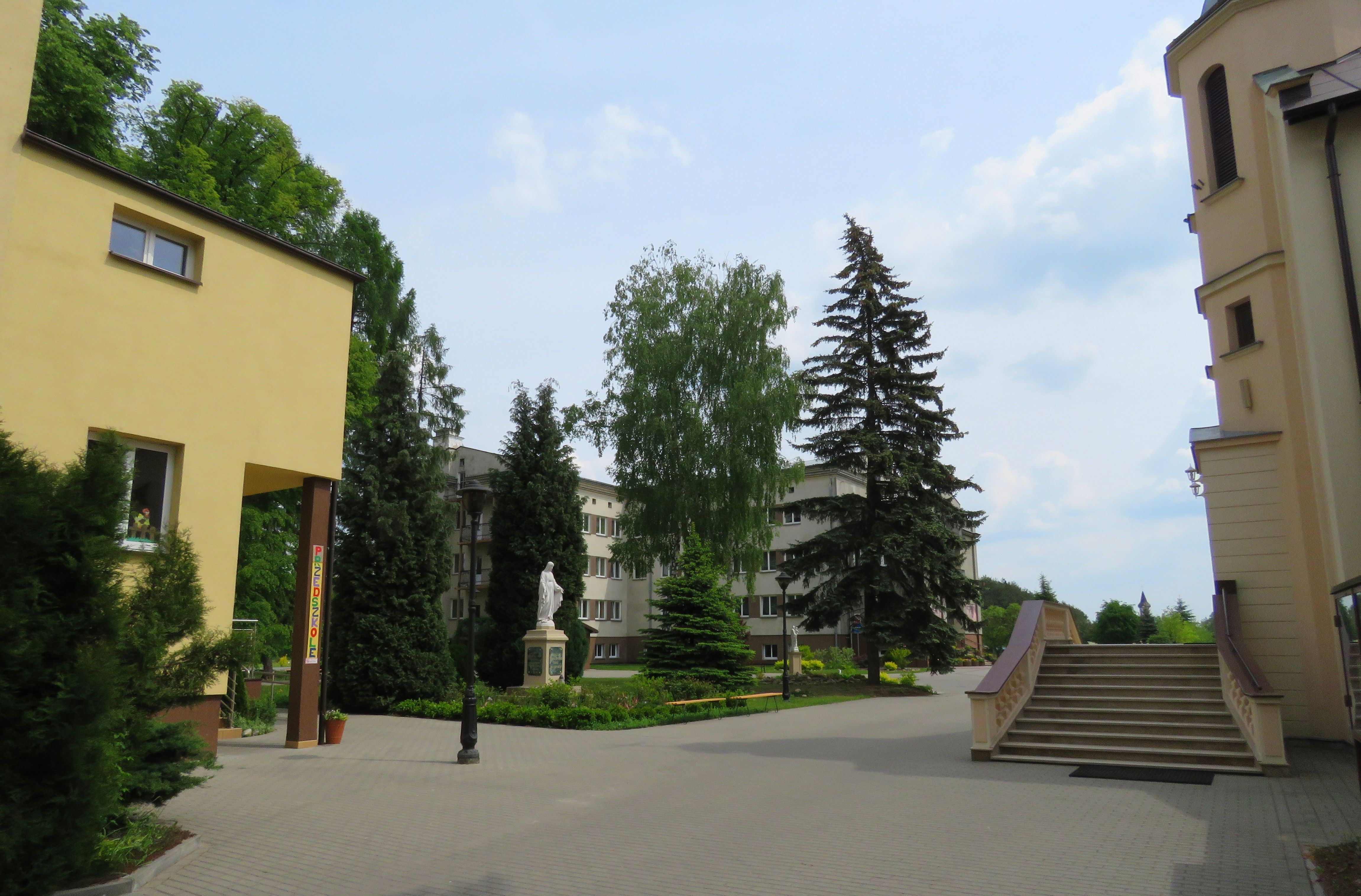
Siedziba
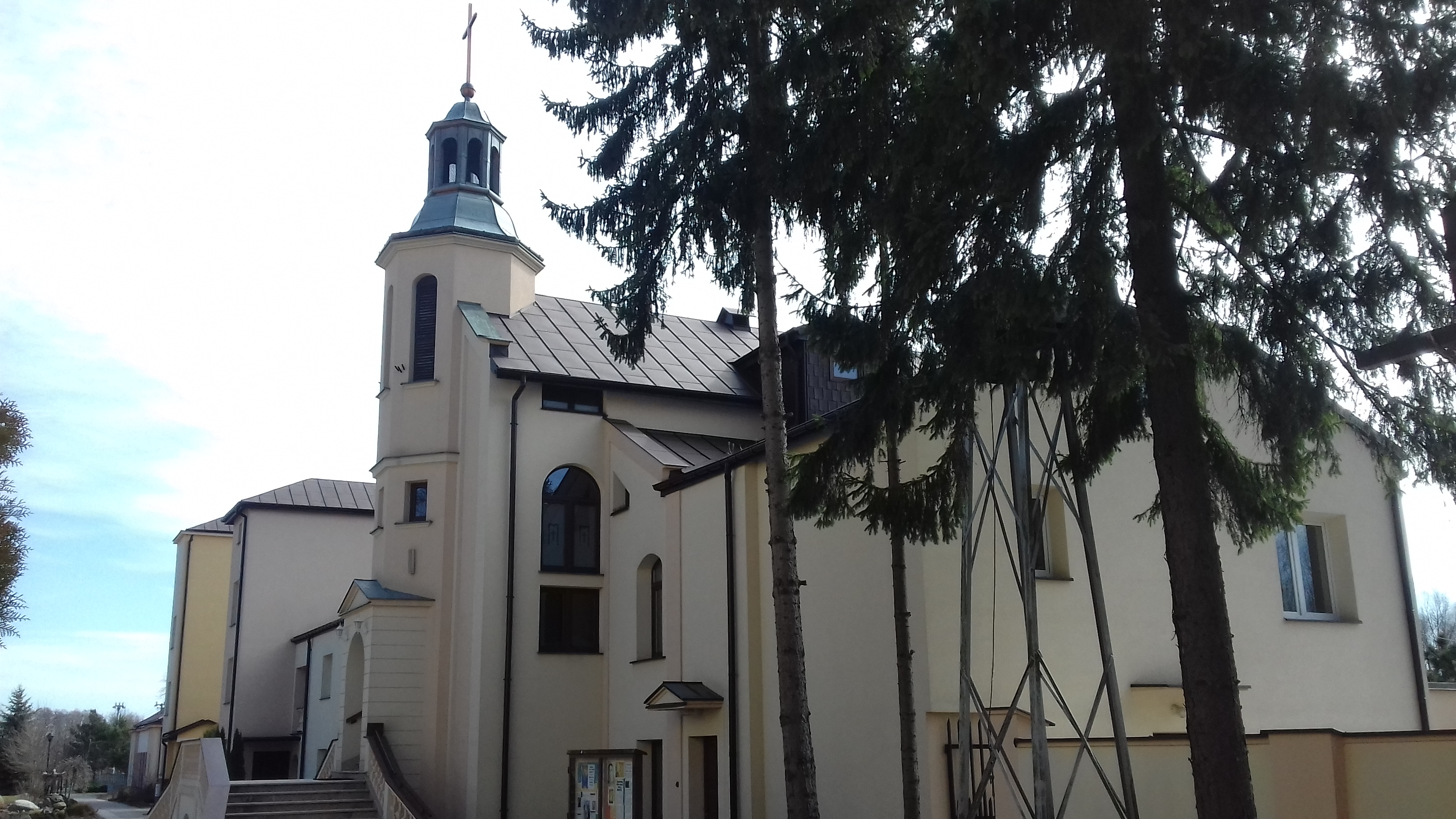
Kaplica